# Hölle und Weinberg von Kressenbach
Hölle und Weinberg von Kressenbach ist ein Naturschutzgebiet und FFH-Gebiet auf dem Gebiet der Städte Schlüchtern und Steinau an der Straße im Main-Kinzig-Kreis in Hessen. Das Schutzgebiet liegt nördlich von Kressenbach, einem Stadtteil von Schlüchtern, und nördlich der Landesstraße L 3180.

## Bedeutung
Das 20,61 ha große Gebiet ist seit dem Jahr 1989 unter der Kennung 1435057 als Naturschutzgebiet ausgewiesen, und seit 2000 als flächengleiches FFH-Gebiet. Das Gebiet besteht aus Flächen in den Fluren „Saame“, „Weinberg“, „Linsenacker“, „Schmidtrain“, „Hölle“ und „Im Bundes“ in der Gemarkung Kressenbach. Ziel des Naturschutzgebietes ist es, „die Halbtrockenrasenflächen des markanten Muschelkalkhangs als Reste der einst weit verbreiteten Vegetationseinheit der Enzian-Schillergras-Schafhutungsrasen zu erhalten und durch Beseitigung von Gehölzen großflächig wieder herzustellen.“
Der Maßnahmenplan des FFH-Gebiets zielt darauf ab, den Offenlandcharakter mit seinen Orchideen und Mähwiesen zu erhalten, die Schutthalden als besonnte Standorte freizuhalten und bei den Kalktuffquellen einen gebietstypischen Wasserhaushalt zu gewährleisten.